# NGC 4366
NGC 4366 ist eine elliptische Zwerggalaxie vom Hubble-Typ dE6 im Sternbild Jungfrau auf der Ekliptik. Sie ist schätzungsweise 54 Millionen Lichtjahre von der Milchstraße entfernt und hat einen Durchmesser von etwa 15.000 Lj. Unter der Bezeichnung VCC 745 gilt sie als Mitglied des Virgo-Galaxienhaufens. 

Im gleichen Himmelsareal befinden sich u. a. die Galaxien NGC 4341, NGC 4365, NGC 4370, IC 3259.
Das Objekt wurde am 13. April 1784 vom deutsch-britischen Astronomen Wilhelm Herschel entdeckt.